# Mushanana

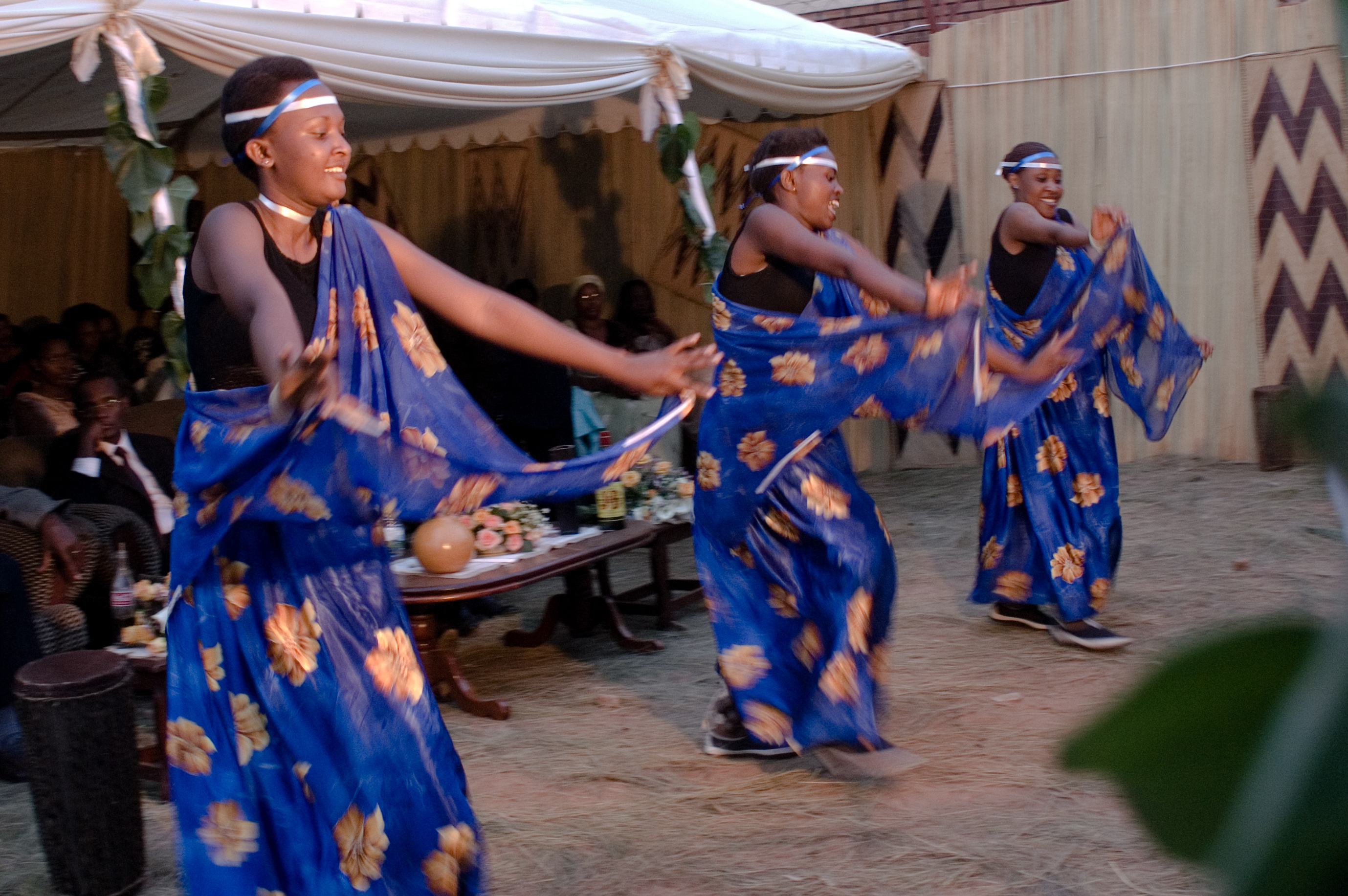
Ruandische Tänzerinnen im traditionellen Mushanana

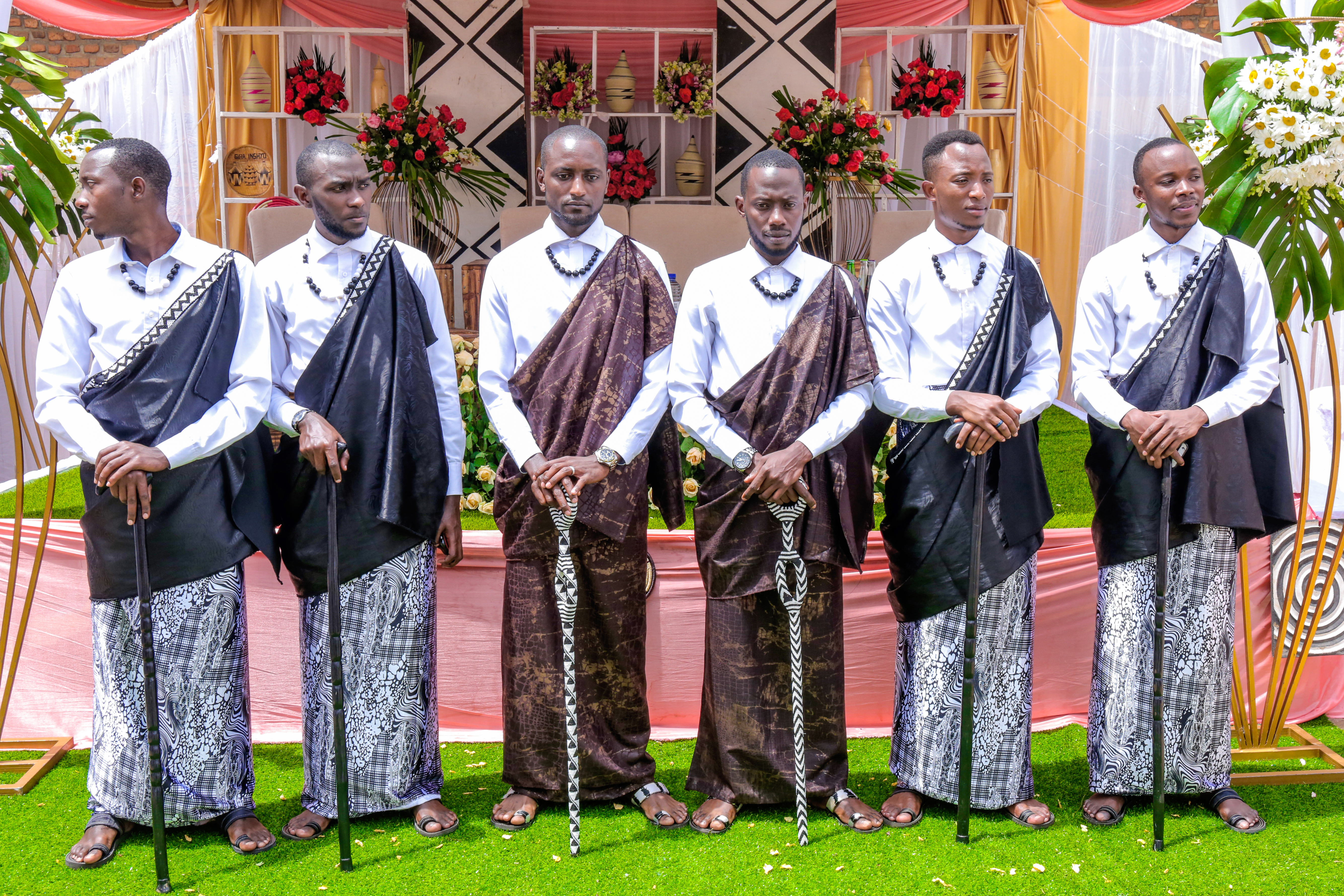
Männer im Mushanana

Mushanana oder Umushanana (Plural: Mishanana bzw. Imishanana) ist ein traditionelles ruandisches Kleidungsstück für Frauen. Seltener wird es auch von Männern getragen.
Es besteht aus einem einseitigen Schulterüberwurf und einem langen Wickelrock. Unter dem Überwurf wird ein Top oder Bustier getragen. Das Material des Mushanana besteht aus Seide und Baumwolle. Der leichte Stoff weist oft kräftige Farben und auffällige Muster auf. Männer tragen bei festlichen Anlässen meist weiße Hemden unter dem Schulterüberwurf. Häufige Accessoires bei den Männern sind zudem schwarz-weiße Perlenketten und Spazierstöcke.
Vor der Kolonialzeit wurden für das Kleidungsstück Tierhäute verwendet. Während das traditionelle Gewand in der Vergangenheit vor allem von älteren Frauen auch im normalen Alltag getragen wurde, ist heute westliche Kleidung üblich. Ein Mushanana wird jedoch zu formellen Anlässen wie Gottesdiensten, Hochzeiten und Beerdigungen getragen. Inzwischen wird das Kleidungsstück allerdings insbesondere bei jungen Frauen als elegante Alltagskleidung wieder beliebter. Darüber hinaus wird es von weiblichen Tanzgruppen getragen.